# Bernard Gavoty
Bernard Gavoty, auch unter dem Pseudonym Clarendon bekannt, (* 2. April 1908 in Paris; † 24. Oktober 1981 ebenda) war ein französischer Musikkritiker, Musikwissenschaftler und Organist.

## Leben und Werk
Bernard Gavoty studierte Philosophie an der Sorbonne und Orgel am Pariser Konservatorium bei André Fleury und Marcel Dupré. Er wirkte als Organist an der Pariser Kathedrale Saint-Louis-des-Invalides. In den 1950er und 1960er Jahren war er im einzigen französischen Fernsehkanal häufig präsent, um den Zuschauern klassische Musik zu vermitteln. Er war Mitarbeiter der Kulturorganisation Jeunesses Musicales. 1976 wurde Gavoty in die Académie des Beaux-Arts gewählt.

## Publikationen
Bernard Gavoty schrieb für Le Figaro in Paris Musikkritiken unter dem Pseudonym Clarendon. Darüber hinaus veröffentlichte er folgende Werke:
- Louis Vierne, Le musicien de Notre-Dame. (Paris 1943)
- Jehan Alain, musicien français. (Paris 1945, 21950)
- Les Français sont-ils musiciens? (Paris 1948)
- Deux capitales romantiques: Vienne–Paris. (Paris 1954)
- Serie Les grands interprètes. (13 Bände. Monaco 1954–1955, mit Fotografien von R. Hauert, auch deutsch als Die großen Interpreten, Genf)
- Pour ou contre la musique moderne? (zusammen mit Daniel-Lesur, 1957)
- La musique adoucit les mœurs? (= L’air du temps. o. Nr, 1959)
- Chopin amoureux. (mit Émile Vuillermoz, 1960)
- Dix grands musiciens. (= Jeunes bibliophiles. o. Nr, 1962)
- Vingt grands interprètes. (= Histoire illustré de la musique. XIII, Lausanne 1966)
- Au confluent du siècle musicale: de Meyerbeer à Liszt. (In: Richard Wagner, = Génies et réalités. o. Nr, 1962)
- Hommage à Alfred Cortot (Rev. mus. de Suisse romande XVII, 1963)
- La cantatrice, le diplomate et l’Empereur. (La rev. des deux mondes. 1964, Nr. 17 und 18)
- Prince par le cœur comme par le talent. (In: Liszt, = Génies et réalités. XXXI, 1967)

Bernard Gavoty wirkte an folgenden Werken mit:
- Arthur Honegger: Je suis compositeur. (Paris 1948)
- Le souvenirs de George Enescu. (Paris 1955)